# Палмер, Бетси
Бетси Палмер (англ. Betsy Palmer; урождённая Патриша Бетси Хрунек (англ. Patricia Betsy Hrunek), 1 ноября 1926 — 29 мая 2015) — американская актриса.

## Биография
Бетси Палмер родилась 1 ноября 1926 года в Ист-Чикаго штат Индиана в семье выходца из Чехословакии Винсента Хрунека и его жены Мари Хрунек. Окончила университет Де Поля, а в 1951 году дебютировала как актриса в телевизионной мыльной опере «Мисс Сьюзан». Известность у телезрителей ей принесло участие в телешоу «У меня есть тайна», в котором она снималась с 1958 года до его закрытия в 1967 году. На большом экране Палмер дебютировала в 1955 году в биографической драме Джона Форда «Длинная серая линия», где главные роли исполнили Тайрон Пауэр и Морин О’Хара. В том же году она вновь снялась у Форда в комедии «Мистер Робертс» в компании Генри Фонды, а также в драме «Королева пчёл» с Джоан Кроуфорд. Спустя два года актриса вновь появилась в компании Фонды в вестерне «Жестяная звезда», который номинировался на «Оскар» за лучший оригинальный сценарий.
Широкую известность Бетси Палмер принесла небольшая роль Памелы Вурхиз, матери Джейсона, в знаменитом фильме ужасов 1980 года «Пятница, 13-е». Спустя год она вновь воплотила этот образ во второй части фильма. Позже, в одном из интервью, актриса призналась, что испытывала отвращение к фильму, считая, что его никто не будет смотреть, и согласилась на роль лишь из-за денег, которые ей потребовались на покупку нового автомобиля. В 2003 году Палмер предложили вновь сыграть миссис Вурхиз в фильме «Фредди против Джейсона», но на этот раз актриса отказалась из-за маленького гонорара. Несмотря на отвращение к этой франшизе Палмер охотно спустя годы раздавала интервью для дополнительных материалов и участвовала в посвящённых ей мероприятиях.
В дальнейшие годы Бетси Палмер продолжала сниматься на телевидении, где у неё были роли в телесериалах «Она написала убийство», «Тихая пристань» и «Чарльз в ответе», а также периодически появлялась на большом экране, и играла на театральной сцене.
Какое-то время актриса встречалась с Джеймсом Дином. В 1954 году Палмер вышла замуж за педиатра Винсента Джей Мерендино, от которого в 1962 году родила дочь Мелиссу. В 1971 году они развелись.
Актриса умерла 29 мая 2015 года в возрасте 88 лет в хосписе города Данбери, штат Коннектикут.